# Pohela Boishakh
Pohela Boishakh is de eerste dag van de Bengaalse (of Bengali) kalender.
Deze dag geldt als feestdag in Bangladesh, Myanmar, Sri Lanka, Laos, Cambodja, Thailand en in de Indiase deelstaten West-Bengalen, Assam, Tripura, Jharkhand en Odisha.
Aangenomen wordt dat de mogoel-vorst Akbar in de middeleeuwen de Bengaalse kalender doorvoerde om over te stappen van de maankalender naar de zonnekalender om de belastingheffing overeen te stemmen met het oogstseizoen.